# 宋園路駅
宋園路駅（そうえんろえき）は中華人民共和国上海市長寧区虹橋路に位置する上海地下鉄10号線の駅である。

## 歴史
- 2010年4月10日：開業[1]。

## 駅構造
相対式ホーム2面2線を有する地下駅。さらに、1番線と2番線の間には1本の留置線が設置されています。

### のりば
| 番線 | 路線     | 行先                   |
| ---- | -------- | ---------------------- |
| 1    | ■ 10号線 | 虹橋火車站・航中路方面 |
| 2    | ■ 10号線 | 基隆路方面             |

（出典：上海地下鉄:站层图）

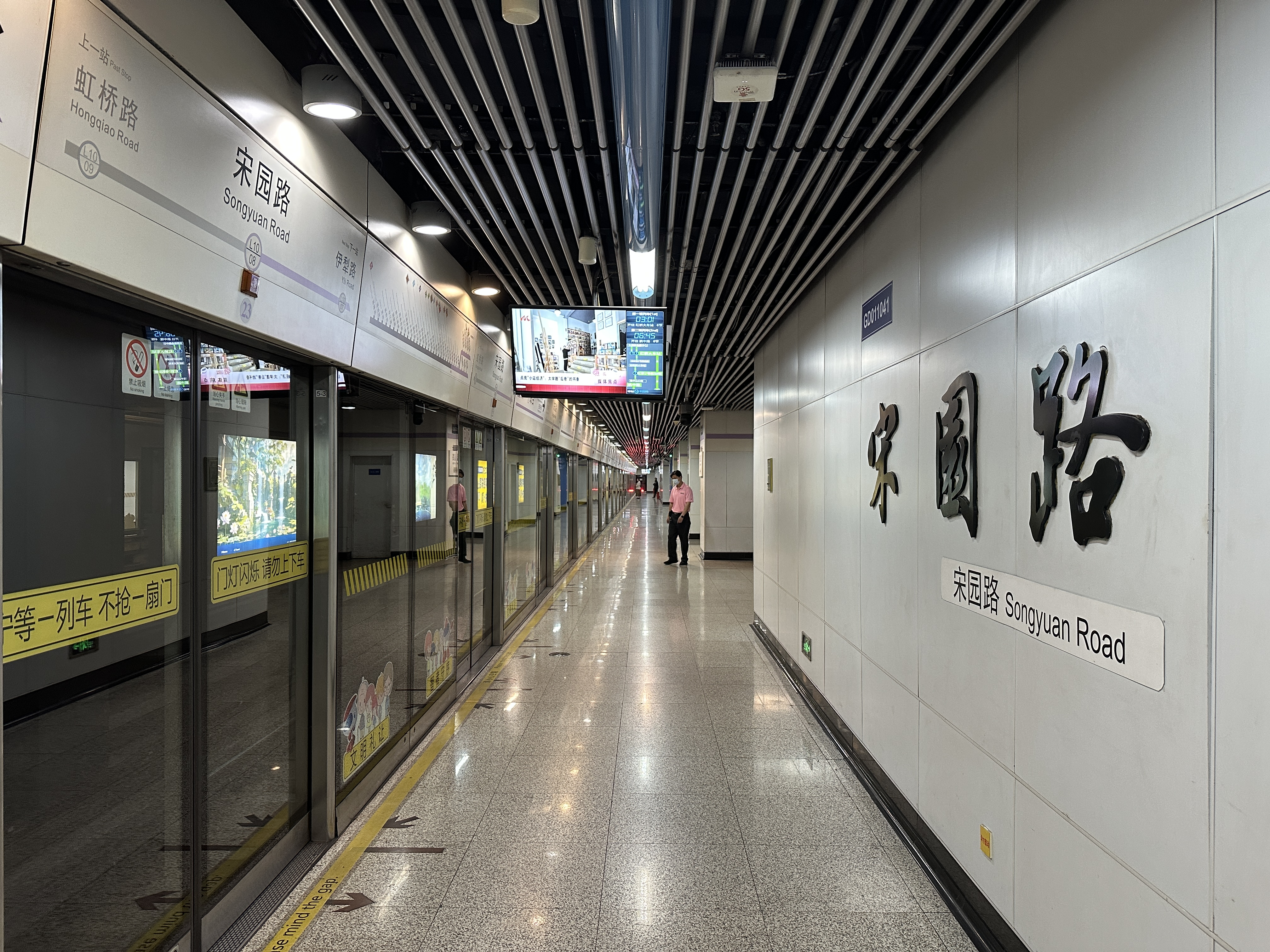
1番線ホーム
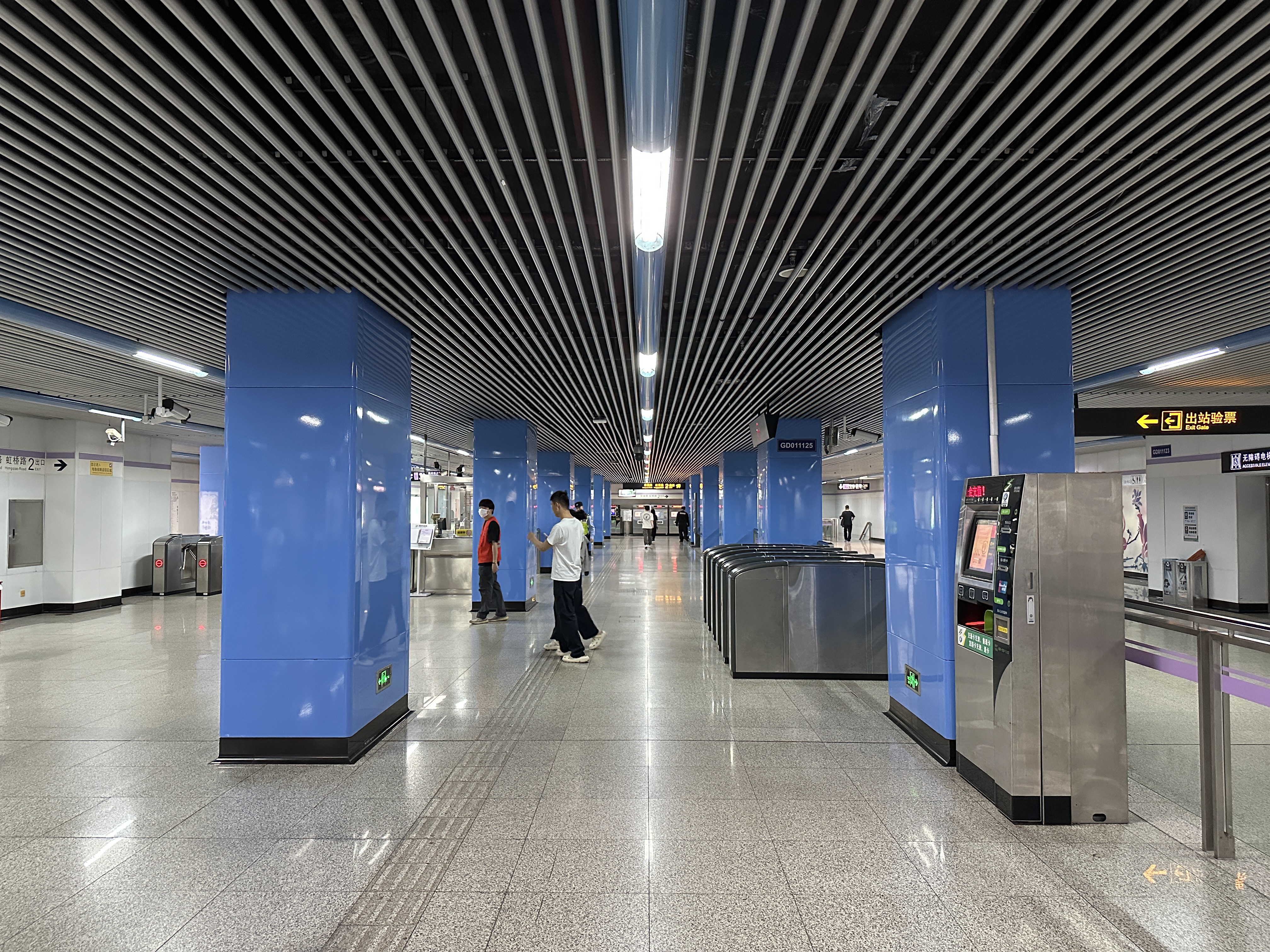
コンコース

## 駅周辺
- 宋慶齢陵園（中国語版）

## 隣の駅
上海軌道交通
■ 10号線
伊犁路駅 - 宋園路駅 - 虹橋路駅